# Grandes éxitos: Gabinete Caligari
Grandes Éxitos es un álbum recopilatorio de Gabinete Caligari publicado en 2005 por EMI Spain. Reúne temas remasterizados publicados en los álbumes de estudio de mayor éxito comercial de la banda; Camino Soria, Privado y Cien mil vueltas.

## Canciones
1. Camino Soria  (6.17).
2. Suite Nupcial (3.24).
3. La sangre de tu tristeza (3.24).
4. Tócala, Uli (3.52).
5. Pecados más dulces que un zapato de raso (2.38).
6. La fuerza de la costumbre (3.21).
7. Sarava (4.30).
8. La culpa fue del cha-cha-cha (3.31).
9. Solo se vive una vez (2.33).
10. Amor de madre (2.44).
11. Como un animal (3.58).
12. Lo mejor de ti (2.31).
13. Mi buena estrella (Directo) (4.18).
14. Palabra de honor (Directo) (3.29).
15. Al final de todo (3.19).